# Асфальтовые джунгли
«Асфальтовые джунгли» (англ. The Asphalt Jungle) — классический американский фильм-нуар, снятый в 1950 году Джоном Хьюстоном по роману У. Р. Бёрнетта. В 2008 году внесён в Национальный реестр фильмов.

## Сюжет
Не лишённый интеллигентности гений криминального мира, «профессор» Эрвин Риденшнайдер, во время пребывания за решёткой продумал план ограбления, какого не видел свет. В «асфальтовых джунглях» неназванного американского города, где моральное разложение оставило свою печать и на слугах закона (лейтенант Дитрих), и на состоятельных адвокатах (мистер Эммерих), «профессор» отыскал исполнителей — преданного своей семье итальянца-медвежатника Чавелли, горбатого владельца закусочной по имени Гас и туповатого парня Дикса, который мечтает выкупить ферму отца в штате Кентукки. Режиссёр с документальной точностью вскрывает анатомию преступления, демонстрируя, как по нелепой случайности «идеальное преступление» начинает расползаться по швам, а каждый, кто в нём был замешан, несётся к верной гибели.

## В ролях
- Стерлинг Хэйден — Дикс Хэндли
- Луи Кэлхёрн — Алонсо Д. Эммерих
- Сэм Джаффе — «док» Эрвин Риденшнайдер
- Джин Хэйген — Долл Конован
- Марк Лоуренс — Кобби
- Джеймс Уитмор — Гас Минисси
- Джон Макинтайр — комиссар Харди
- Барри Келли — лейтенант Дитрих
- Мэрилин Монро — Анджела Финли
- Энтони Карузо — Луиджи Чавелли
- Тереза Челли — Мария Чавелли
- Уильям Дэвис — Тиммонс
- Дороти Три — Мэй Эммерих
- Брэд Декстер — Боб Брэнном
- Джон Максвелл — доктор Суонсон
- Джин Эванс — полицейский

## Вокруг фильма
Фильм основан на одноимённом произведении У. Р. Бёрнетта — плодовитого автора «крутых детективов». По другой его книге был снят один из первых гангстерских фильмов «Маленький Цезарь» (1931).
Фильм получил номинации на «Оскар» (1951) за лучшего актёра второго плана (Сэм Джаффе), лучшую режиссуру (Джон Хьюстон), лучший сценарий (Бен Мэддоу, Джон Хьюстон) и лучшую чёрно-белую операторскую работу (Гарольд Россон). Сэм Джаффе получил приз за лучшую мужскую роль на МКФ в Венеции в 1950 году.
Крохотную роль в фильме сыграла начинающая актриса Мэрилин Монро. В титрах её имя указано в хвосте списка исполнителей, однако ввиду последующей славы Монро при выпуске фильма на VHS и DVD она неизменно фигурировала на обложках как едва ли не главная «звезда» ленты.

## Влияние
Первые и последние кадры фильма вошли в золотой фонд американского кинематографа. Фильм, стоящий у истоков жанра фильма-ограбления, послужил образцом для «Мужских разборок» Ж. Дассена (1955) и «Убийства» С. Кубрика (1956). Историки кино находят следы его влияния даже в лентах Квентина Тарантино, включая «Бешеные псы» (1992) и «Криминальное чтиво» (1994). Голливуд ещё трижды обращался к экранизации романа «Асфальтовые джунгли» — в 1958, 1963 и 1972 годах; ни один из ремейков не имел успеха.